# Rezerwat przyrody Ostra Góra
Rezerwat przyrody Ostra Góra – ścisły leśny rezerwat przyrody położony w Karniowicach w gminie Trzebinia w zachodniej części województwa małopolskiego, na południe od drogi łączącej wsie Myślachowice i Psary, na obszarze Nadleśnictwa Chrzanów. Leży w obrębie otuliny Parku Krajobrazowego Dolinki Krakowskie.
Rezerwat, ustanowiony w roku 1959 w celu ochrony naturalnego fragmentu buczyny karpackiej, znajduje się na triasowym, zalesionym wzgórzu Ostra Góra o wysokości 438 m n.p.m. charakteryzującym się ostrą granią (stąd nazwa), a obejmuje powierzchnię 7,22 ha. Przebiegająca równoleżnikowo grań rozdziela obszar występowania dolomitów na południu od gleb wapiennych po stronie północnej. Jest to także obszar występowania zlepieńca myślachowickiego. Do końca XIX wieku pozyskiwano z tego obszaru kamień.
Skład gatunkowy chronionej buczyny karpackiej, otoczonej borem, charakteryzuje się występowaniem żywca gruczołowatego, przylaszczki, czworolistu, fiołka leśnego, kopytnika, dąbrówki rozłogowej, bluszczu, orlika, kruszczyka szerokolistnego, buławnika czerwonego i mieczolistnego, a także wilczej jagody, podagrycznika i szczyru trwałego.
Ekosystem występujący na obszarze rezerwatu powstawał w wyniku wielokrotnej regeneracji po zaniechaniach różnych form działalności człowieka (wyręby, wywóz ściółki, wypas owiec i innych zwierząt).

## Galeria

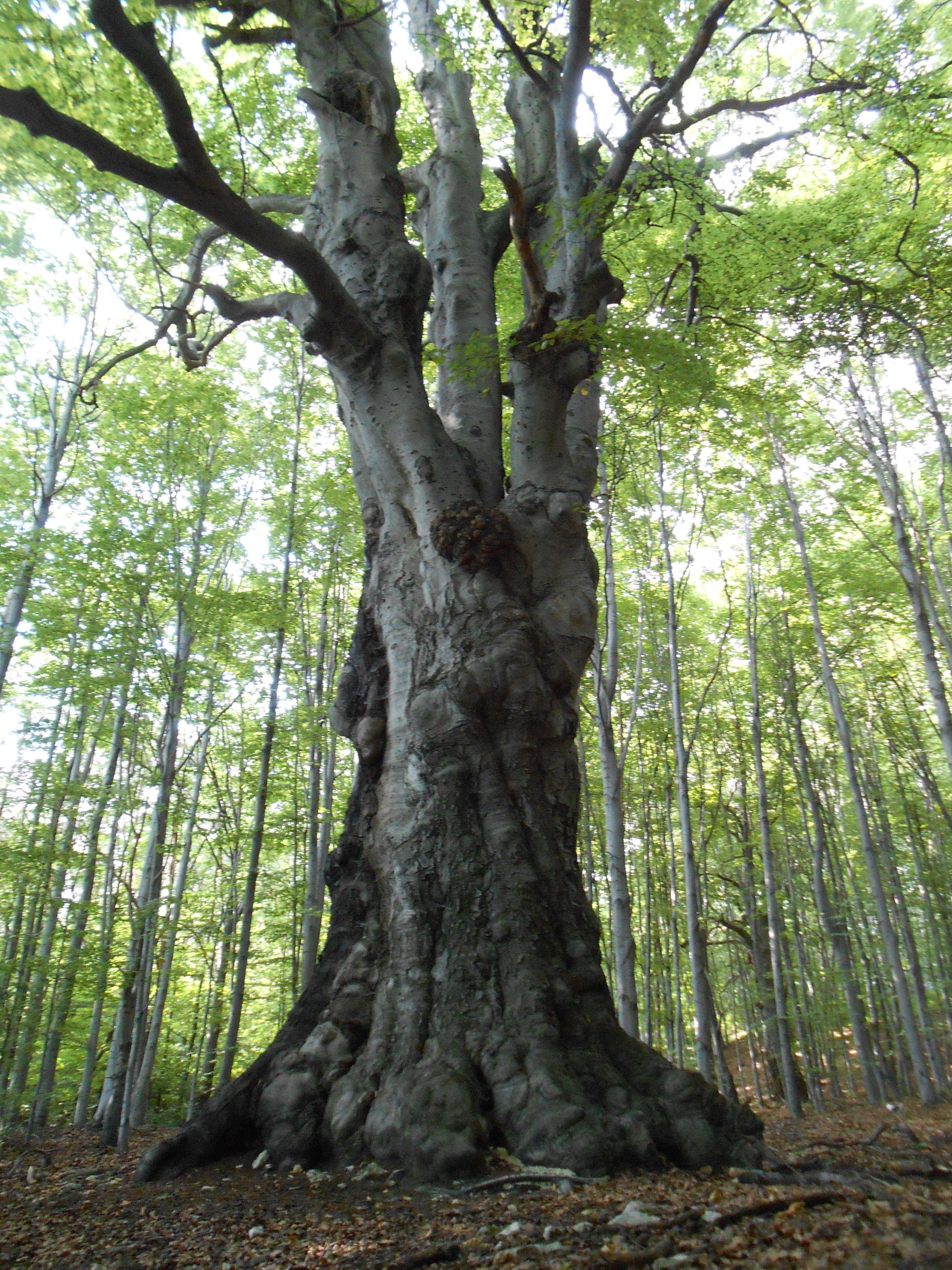
Najstarsze drzewo liczące około 400 lat
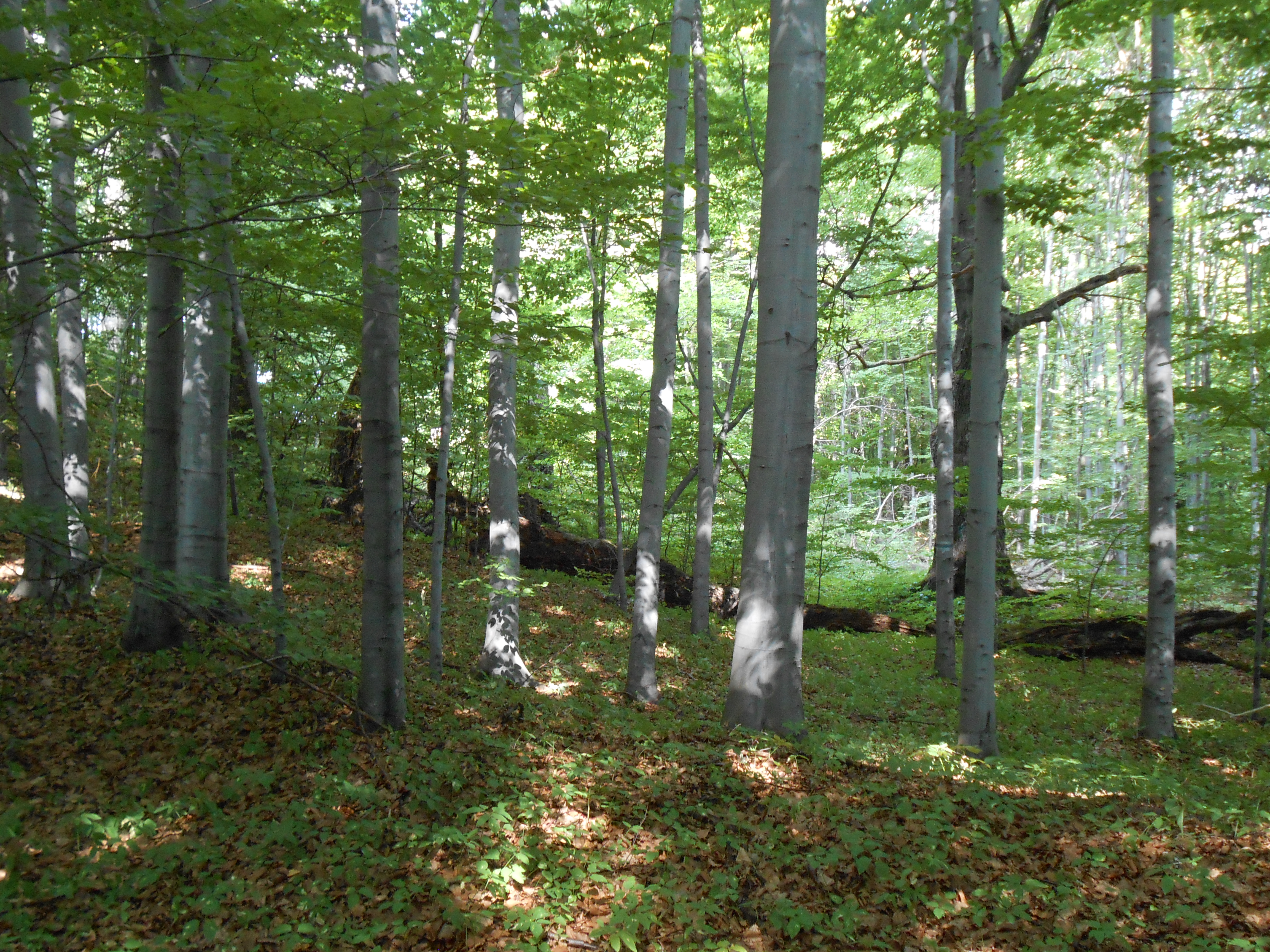
Las
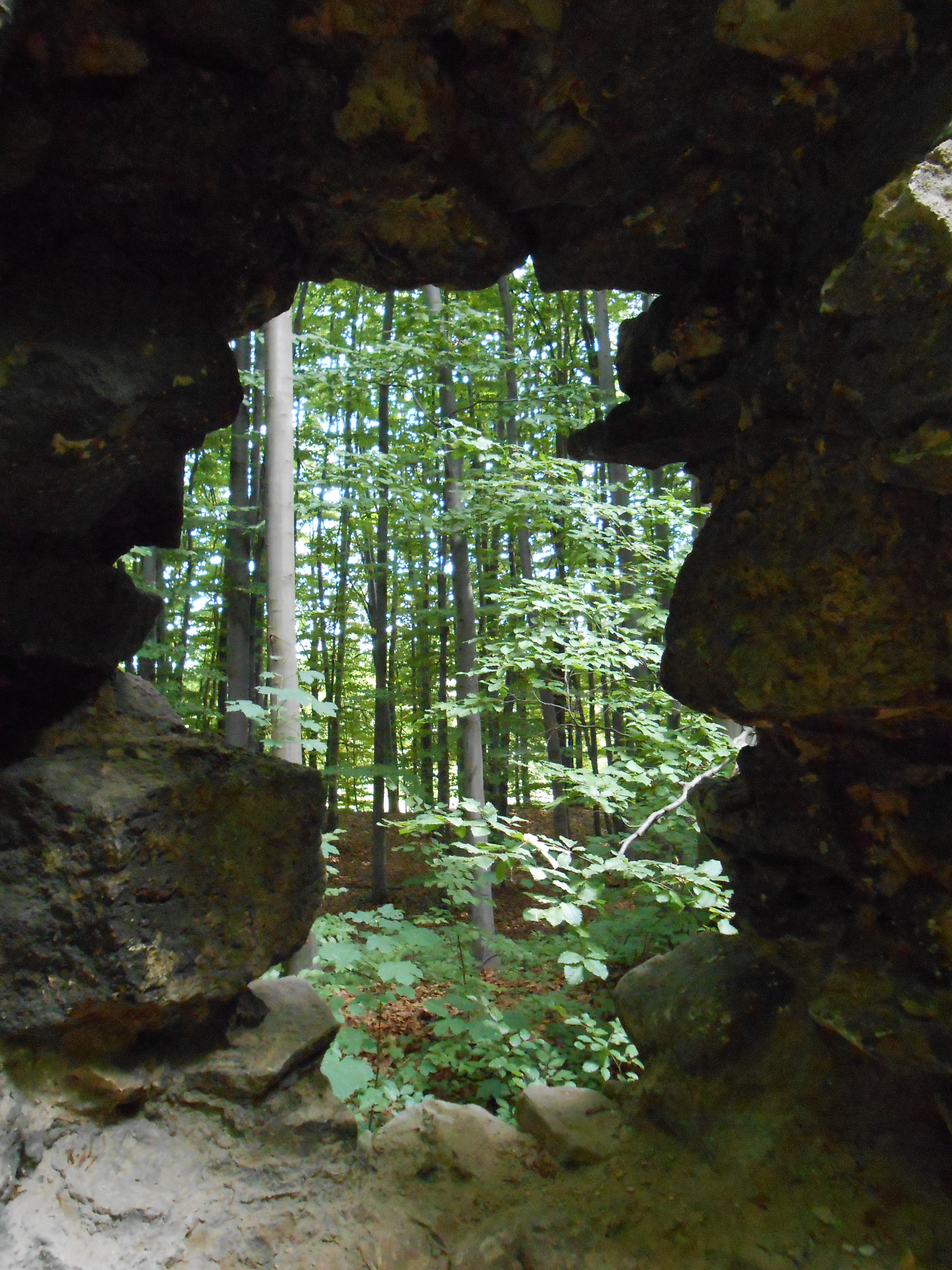
Pozostałości starego muru obronnego
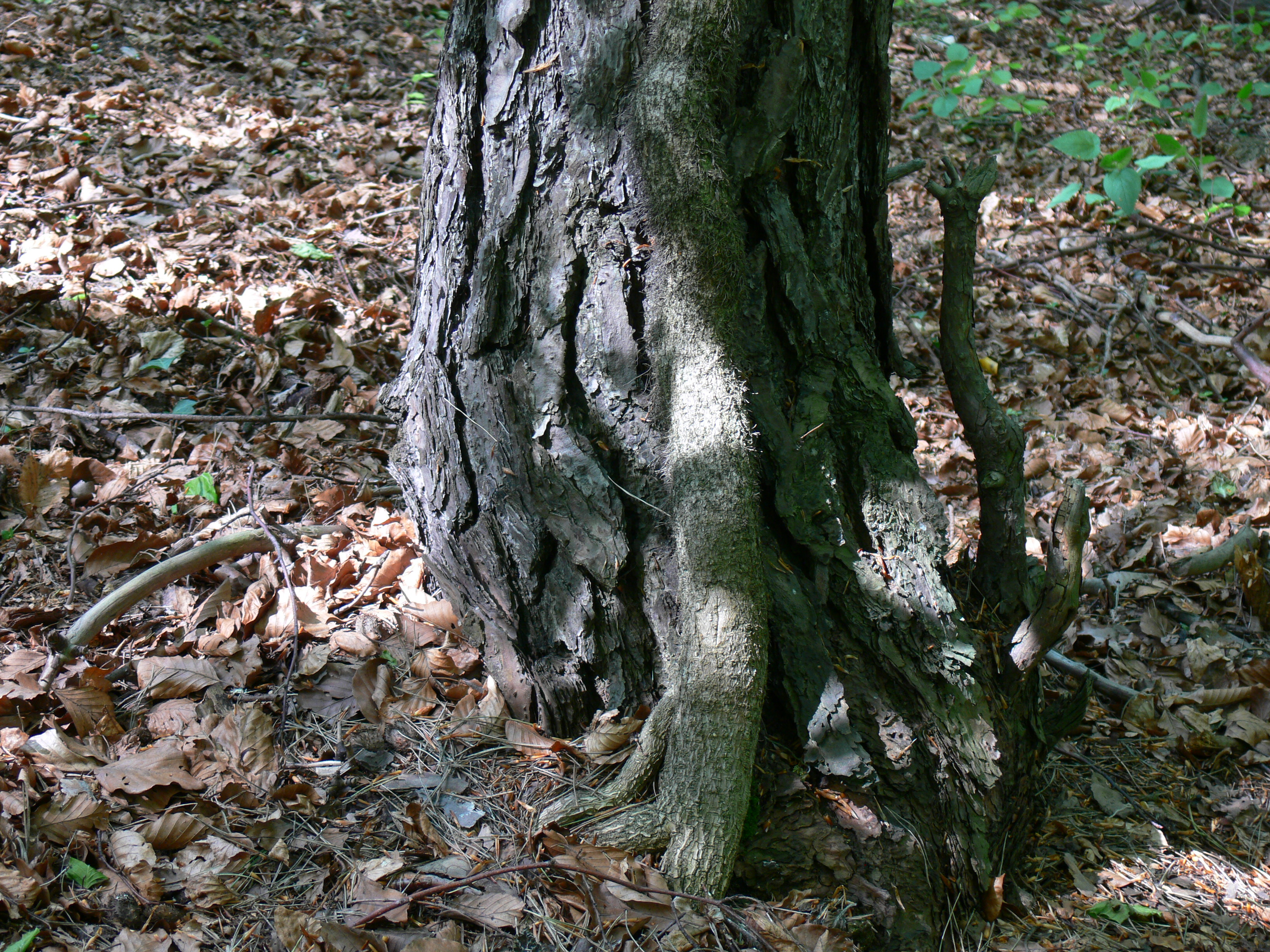
Dwustuletni bluszcz pospolity wspina się po pniu sosny
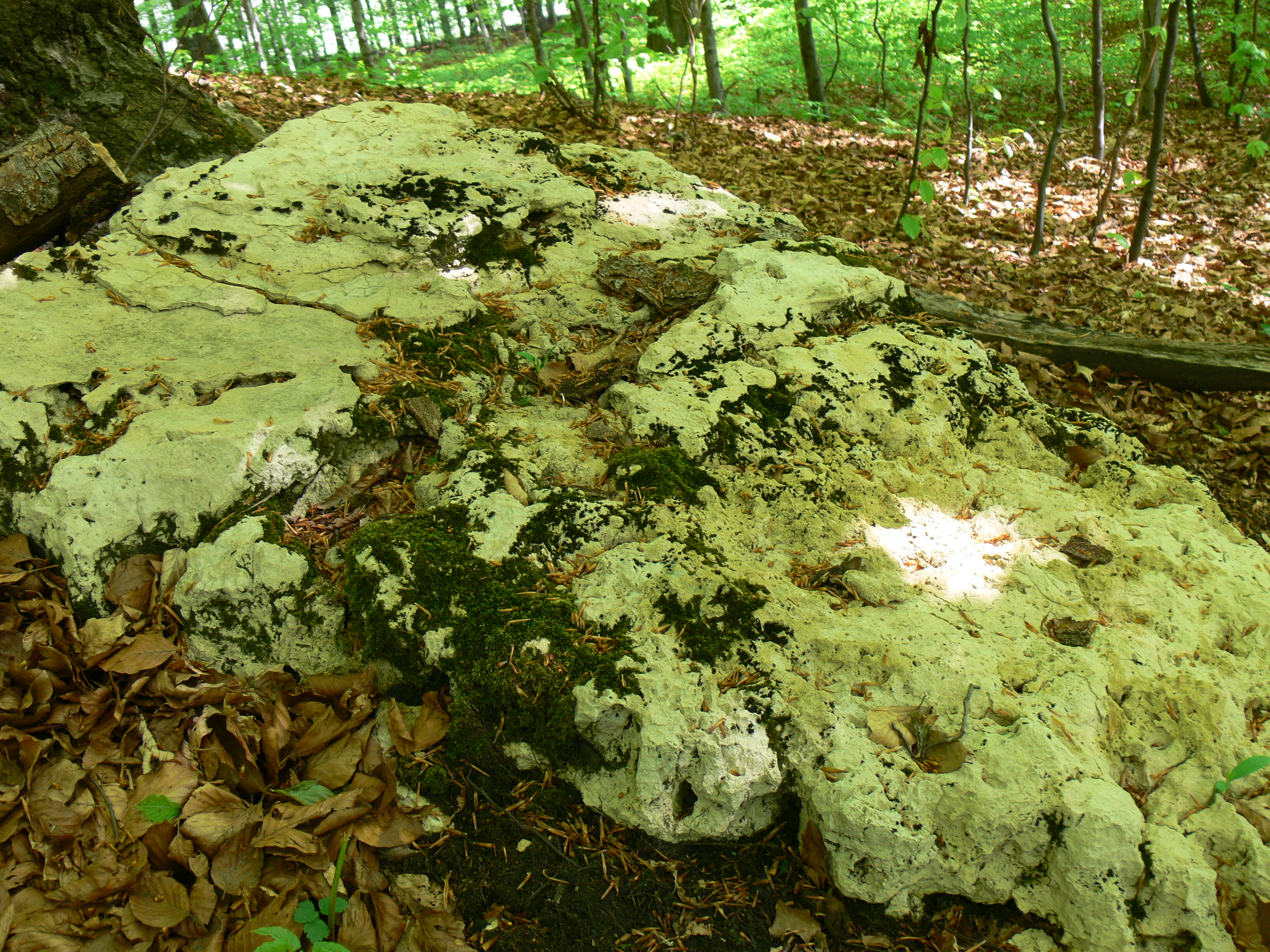
Skała wapienna